# Запрещение масонства
Ряд правительств разных государств относились к масонству как к потенциальному источнику оппозиции, из-за его секретного характера и международных связей. После основания современного спекулятивного масонства в Англии в 1717 году, несколько протестантских государств ограничивали деятельность масонских лож. Так, Голландия запретила масонские ложи в 1735 году; Швеция и Женева в 1738 году; Цюрих в 1740 году; Берн в 1745 году; в католических Испании, Португалии и Италии попытались подавить масонство после 1738 года; в Баварии в 1784 году; в Австрии в 1795 году; в Бадене в 1813 году; в России в 1822 году; в Пакистане в 1972 году.
Масонство преследовалось и запрещалось во всех коммунистических странах, но оно смогло не только сохраниться на Кубе, но и продолжить развитие, в основном благодаря своему участию в революционной деятельности и свержении режима Батисты.
Учёный Поль Бессель отметил, что язык, используемый современными тоталитарными режимами аналогичен тому, который используется некоторыми другими современными критиками масонства.

## Энциклики Папы римского

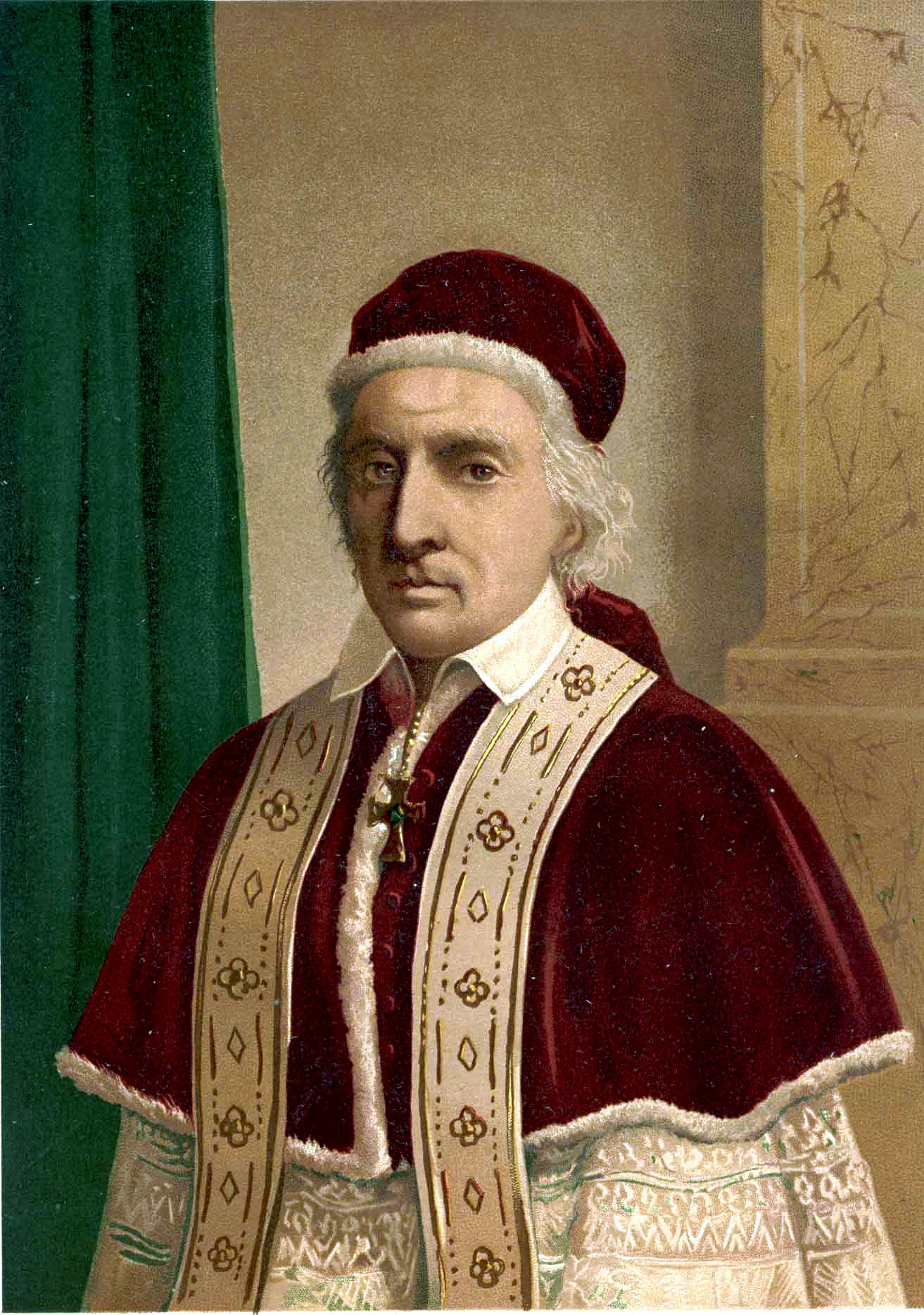
Климент XII

В 1736 году флорентийская инквизиция исследовала масонскую ложу во Флоренции, и ложа была осуждена в июне 1737 года главным инквизитором в Риме. Ложа первоначально была основана английскими масонами, но принимала итальянцев.
В 1738 году папа Климент XII издал энциклику «In eminenti apostolatus» — первый папский запрет масонства в Италии.
Более современный вызов в качестве подавления масонства содержится в энциклике «Humanum Genus», в которой содержится определение масонства, как опасной секты, в отношении которой требуется от всех епископов быть бдительными и не заблуждаться насчёт масонства.
За три века существования масонства был издан целый ряд энциклик направленных на противодействие масонству в попытках его ограничения. Так, папа Лев XIII выпустил несколько энциклик в конце XIX века, в период его противостояния с Великим востоком Италии.

## В России

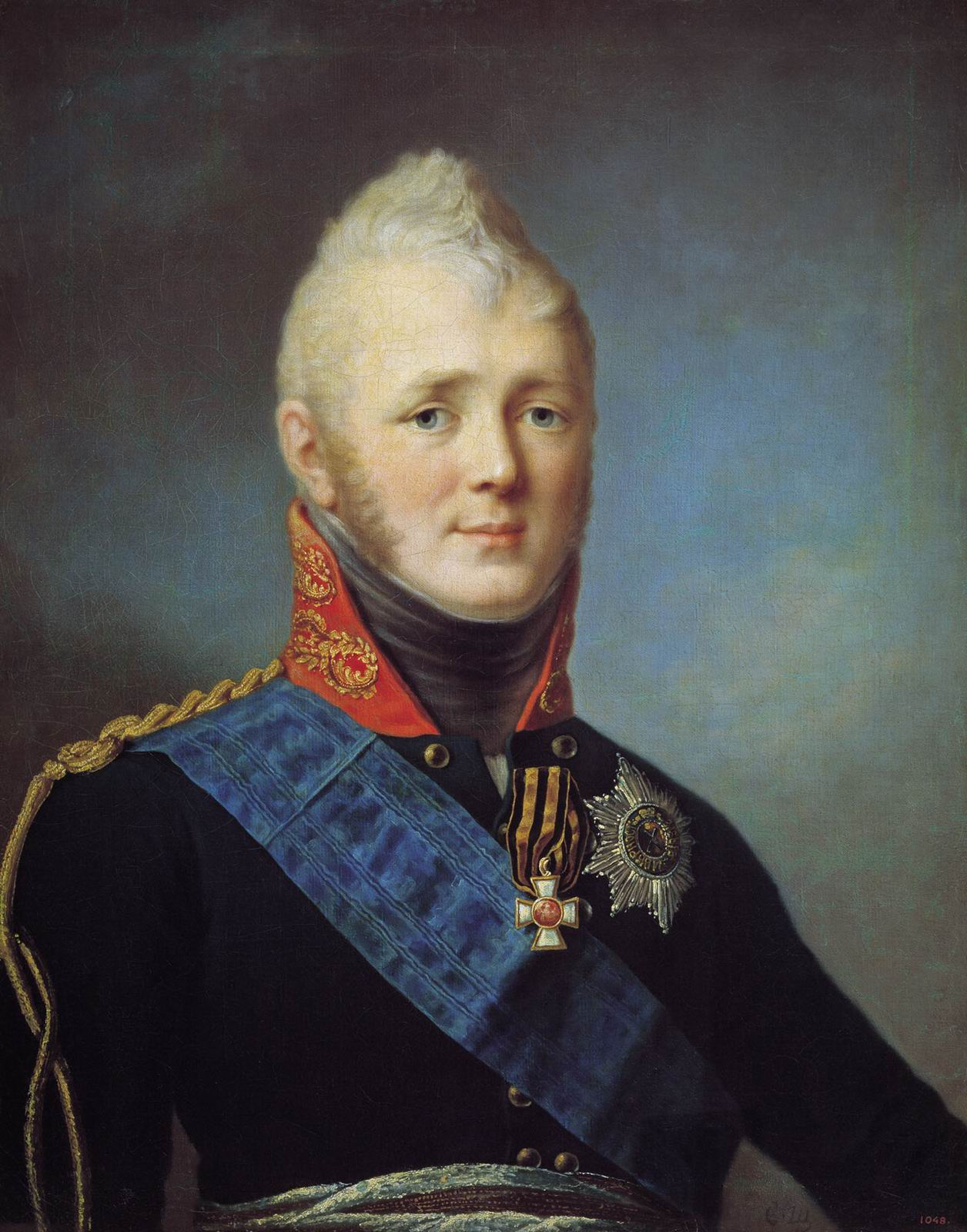
Император Александр I

1 августа 1822 года последовал высочайший рескрипт Александра I на имя управляющего министерством внутренних дел графа В. П. Кочубея «О уничтожении масонских лож и всяких тайных обществ». «Все тайные общества под какими бы они наименованиями не существовали, как то: масонские ложи или другими — закрыть и учреждения их впредь не дозволять».
Запрет был повторен в рескрипте Николая I министру внутренних дел 21 апреля 1826 года. В своем рескрипте Николай I объявлял амнистию для лиц, не показавших свое членство в масонских ложах и тайных обществах во время подписки 1822 года, при условии, что они дадут полные сведения о своей тайной деятельности. Министру внутренних дел предписывалось: «Истребовать по всему государству вновь обязательства от всех находящихся в службе и отставных чиновников и не служащих дворян в том, что они ни к каким тайным обществам, под каким бы они названием не существовали, впредь принадлежать не будут, и если кто прежде к какому-либо из них, когда бы то ни было, принадлежал, то с подробным объяснением в обязательстве его: под каким названием оно существовало, какая была цель его, и какие меры предполагаемо было употребить для достижения той цели?». Кроме того, каждый, имевший любые сведения о тайных обществах, был обязан сообщить их в подписке. Сокрытие любой информации по этому поводу грозило «строжайшим наказанием, как государственным преступникам». В пояснительной записке государственный секретарь А. Н. Оленин указывал, что от лица, имеющего информацию о тайном обществе, требовалось сообщить: 1) в какое общество был принят; 2) в какой форме обещал хранить тайну — клятвой или честным словом; 3) если не был формально принят, то: а) не посещал ли? б) не знал ли чего? в) не имел ли разговоров с соучастниками?
Четыре российских императора — Екатерина II, Павел I, Александр I и Николай I — запрещали деятельность масонских лож в России. При этом лишь указ от 1 августа 1822 года был официально опубликован. Екатерина II и Павел I объявляли свои запреты, так сказать, «в частном порядке», доводя до сведения руководителей масонских лож о своей воле.
Первые ложи в России, после их официального запрета в 1822 году, начали вновь открываться в 1905 году. После чего масонство смогло просуществовать 12 лет, до 1917 года, и после Октябрьской революции было вновь запрещено, а масоны преследовались ВЧК-ОГПУ.
С 1917 по 1991 годы в России масонство находилось под запретом. И только с появлением первой ложи (Северная звезда), 28 апреля 1991 года, началось официальное возрождение масонства.

## В нацистской Германии

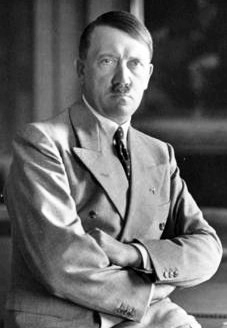
Гитлер в 1933 году

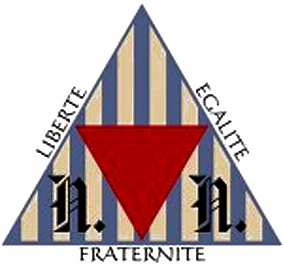
Эмблема масонской ложи «Liberté chérie»

Нацисты утверждали, что масоны высших степеней были добровольными членами еврейского заговора, и что масонство было одной из причин поражения Германии в Первой мировой войне. В «Mein Kampf» Адольф Гитлер писал, что масонство управляется евреями и является отличным инструментом для борьбы за свои цели, и использует своё учение, чтобы втянуть высшие слои общества в свои дела. Гитлер писал: Общий пацифистский паралич национального инстинкта самосохранения подавляется масонством, и передаётся в массы через СМИ. В 1933 году Герман Геринг, президент Рейхстага и одна из ключевых фигур в Гляйхшальтунге, заявил, что в национал-социалистической Германии нет места для масонства.
Акт о запрещении тайных обществ был принят рейхстагом Германии 23 марта 1933 года. С помощью этого закона от 8 января 1934 года Федеральное министерство внутренних дел приказало расформировать масонские организации и конфисковать имущество всех лож; а тем, кто был членом лож, когда Гитлер пришел к власти, в январе 1933 года, было запрещено занимать должности в нацистской партии или её вооружённых силах, и они не имели права на назначение на государственную службу. Масоны считались последовательными идеологическими противниками нацизма и их мировосприятия. Были созданы специальные отделы службы безопасности (СД), а затем в имперской безопасности (РСХА), чтобы заниматься масонством. Заключённые за масонство в концентрационных лагерях классифицировались в качестве политических заключенных и носили в качестве опознавательного знака перевёрнутый вниз красный треугольник.
8 августа 1935 года Адольф Гитлер объявил в газете нацистской партии «Völkischer Beobachter» об окончательном запрете всех масонских лож в Германии. В статье говорилось о заговоре масонства и мирового еврейства в стремлении создать Всемирную республику. В 1937 году Йозеф Геббельс открыл «антимасонскую экспозицию», представлявшую предметы масонства, изъятые государством. Министерство обороны Германии запретило своим сотрудникам становиться масонами.
Во время войны масонство было запрещено во всех странах, которые были в союзе с нацистами или находились под контролем нацистов, в том числе в Норвегии и Франции. Антимасонские выставки проходили во многих оккупированных странах. Фельдмаршал Паулюс был осуждён как масон высших степеней, когда он капитулировал под Сталинградом в 1943 году.
Сохранившиеся архивы РСХА рассказывают о том, что они занимались выявлением и репрессиями масонов. Число масонов из оккупированных нацистами стран, которые были убиты, точно не известно, но предполагается, что от 80 000 до 200 000 масонов были убиты при нацистском режиме.

## В Италии

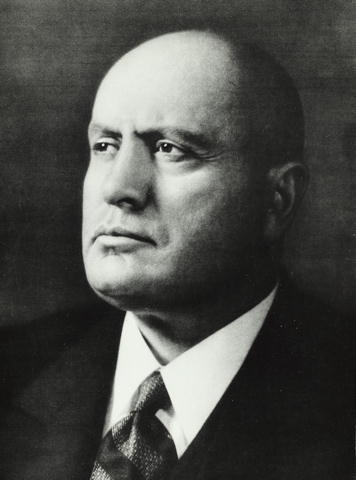
Бенито Муссолини

Бенито Муссолини в 1924 году издал указ, что каждый член его фашистской партии, который был масоном, должен отказаться от членства в этой организации и выйти из неё. В 1925 году он распустил масонство в Италии, утверждая, что это была политическая организация.
Один из самых известных фашистов, генерал Каппело, который также был заместителем великого мастера Великого востока Италии, отказался от своего членства в пользу фашистской партии. Позже он был арестован по ложному обвинению и приговорен к 30 годам лишения свободы.

## В Венгрии

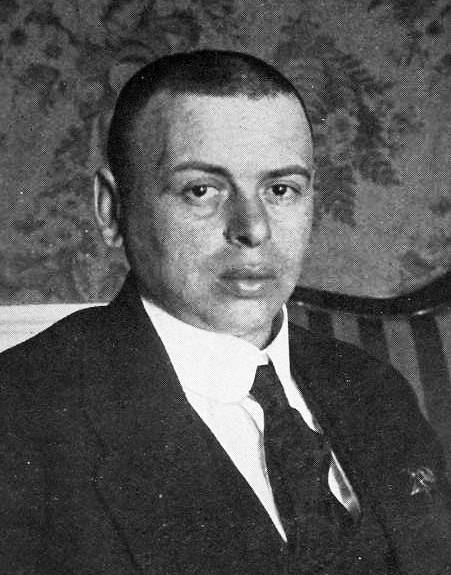
Бела Кун

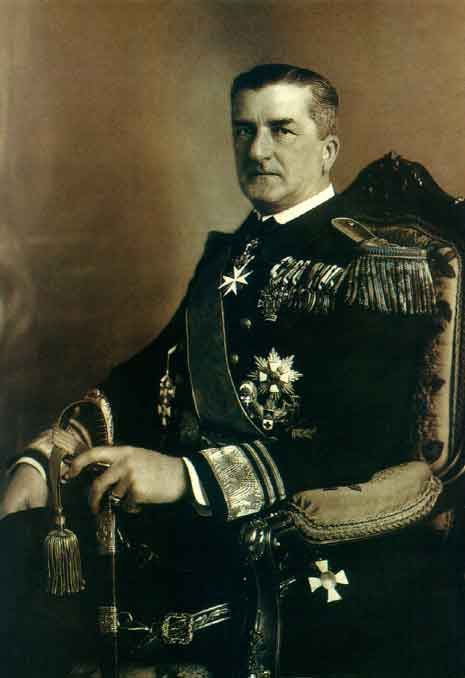
Миклош Хорти

В 1919 году Бела Кун провозгласил диктатуру пролетариата в Венгрии и имущество масонских лож было передано в государственную собственность. После падения диктатуры пролетариата лидер контрреволюции Хорти обвинил венгерских масонов виновными в поражении Венгрии в Первой мировой войне и организации революции. Масонство было запрещено указом в 1920 году. Это положило начало налетам армейских офицеров на масонские ложи, кражу имущества, уничтожения масонских библиотек, архивов, атрибутики и произведений искусства. Несколько масонских зданий были захвачены и использованы для проведения антимасонских выставок. К счастью, большинство масонских документов сохранились в архивах и могут по-прежнему использоваться для исследований.
В послевоенной Венгрии, ложи были восстановлены, но через пять лет правительство их охарактеризовало, как: места встречи врагов демократической республики народа, капиталистических элементов, а также приверженцев западного империализма. И они снова были запрещены в 1950 году.

## В Испании

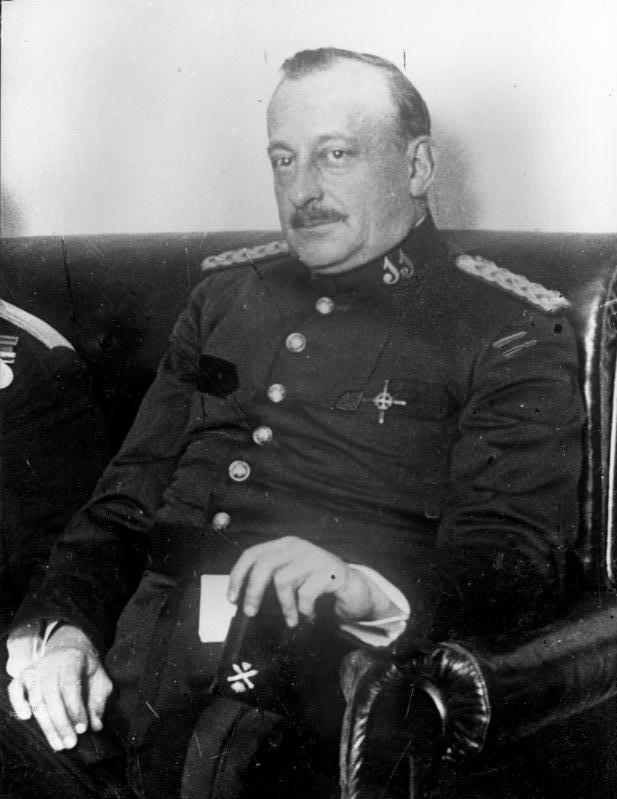
Мигель Примо де Ривера

Диктатор Мигель Примо де Ривера запретил масонство в Испании. В сентябре 1928 года одна из двух великих лож в Испании была закрыта и около 200 масонов, и прежде всего великий мастер Великого востока Испании, были заключены в тюрьму по обвинению в заговоре против правительства.

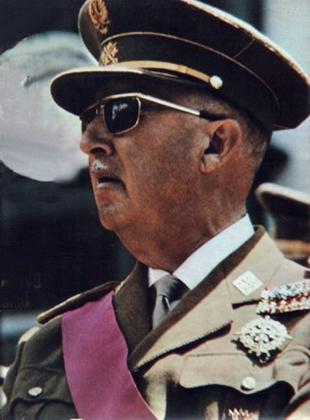
Франсиско Франко

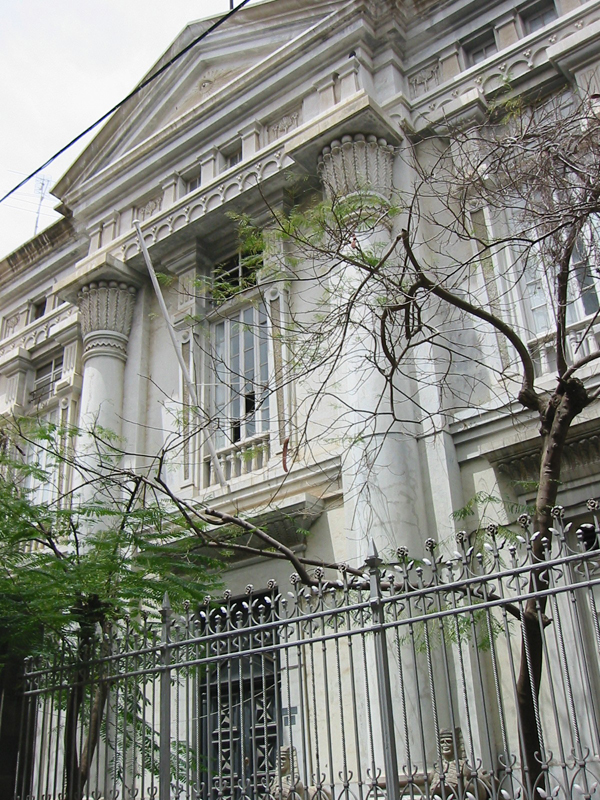
Масонский храм Санта-Крус-де-Тенерифе

После военного переворота 1936 года, многие масоны оказавшиеся в районах находившихся под контролем националистов, были арестованы и убиты вместе с членами левых партий и профсоюзов. Было сообщено, что масоны были подвергнуты пыткам, и особой казни через удушение, расстреляны и убиты организованными эскадронами смерти в каждом городе Испании. В это время один из самых оголтелых противников масонства, отец Хуан Тускуетс Тератс, начал работать на националистов с целью разоблачения масонов. Один из его близких соратников был личным капелланом Франко, и в течение последующих двух лет, эти двое собрали огромное количество подозреваемых масонов (80 000), несмотря на то, что их было всего чуть более 5000 на всю Испанию. Результаты были ужасающими. Среди других бесчисленных преступлений, были сожжены или уничтожены масонские храмы в Кордове, в Санта-Крус Тенерифе был конфискован и превращён в штаб-квартиру фаланги, а другой был обстрелян артиллерией. В Саламанке тридцать членов одной ложи были расстреляны, в том числе священник. Подобные зверства происходили по всей стране: пятнадцать масонов были расстреляны в Логроньо, семнадцать в Сеуте, тридцать три в Альхесирасе, и тридцать в Вальядолиде, в том числе и местный губернатор.
Немного городов избежали бойню, но в основном масоны в Луго, Заморе, Кадисе и Гранаде были жестоко схвачены и расстреляны, а в Севилье, все члены нескольких лож были забиты. Малейшее подозрение в том, что кто-то является масоном было достаточно для того, чтобы быть немедленно расстрелянным. А издевательства и убийства были настолько извращёнными, что по сообщениям, некоторые масоны были даже сожжены в топках паровых поездов. К 16 декабря 1937 года, в соответствии с отчётом на годовом масонском конвенте, состоявшемся в Мадриде, все масоны, которые не сбежали из районов, находившихся под контролем националистов, были убиты.
После победы диктатора генерала Франко, масонство был официально объявлено вне закона в Испании 2 марта 1940 года. Масоны автоматически карались минимальным тюремным срок до 12 лет. Масоны в 18º ДПШУ и выше, были признаны виновными в Усугублённых обстоятельствах и обычно подвергались смертной казни.
По словам франкистов, республиканский режим, который Франко сверг, имел сильное масонское присутствие. В реальности, испанские масоны присутствовали во всех секторах политики и вооруженных сил. По крайней мере, четыре генерала, которые поддержали восстание Франко, были масонами, хотя во многих ложах состояли пылкие, но в целом консервативные республиканцы. Масонство было официально объявлено вне закона в «Законе о репрессиях масонства и коммунизма». После указа, запрещающего масонство, сторонникам Франко были даны два месяца, чтобы уйти из лож, где они были действующими членами. Многие масоны решили покинуть страну вместо того, что-бы предать свои убеждения. В том числе видные монархисты, которые от всей души поддержали националистическое восстание в 1936 году, а также представители высшего общества и средний класс.
Закон о репрессиях масонства и коммунизма не был отменен до 1963 года. Ссылки на «иудео-масонский заговор» не являлись стандартными обвинениями франкистов и их пропаганды, которые бы показали их параноидальную одержимость к масонству. Франко издал 49 антимасонских актов, и 49 таких же антимасонских статей под псевдонимом при жизни. По словам Франко: «Весь секрет кампании развязанной против Испании можно объяснить в двух словах: Масонство и коммунизм … мы должны искоренить эти два зла с нашей земли».

## В Великобритании
В 1799 году был издан Акт о противоправных обществах; для более действенного подавления обществ, созданных для мятежных и предательских целей. После его принятия члены разных обществ должны были принять присягу не противодействовать закону, и не создавать незаконные объединения. Этот закон появился в результате вмешательства великого мастера Древней великой ложи Англии, 4-го герцога Атолла, и исполняющего обязанности великого мастера Великой ложи Современных, графа Мойра. В ходе чего появилось дополнение в законе в пользу масонского общества; что члены лож обязаны открыть свои имена, названия лож, места и время встреч; а имена членов ежегодно должны регистрироваться в местных органах юстиции. Закон действовал до 1967 года, когда он был отменён и убран раздел об этом в Законе об уголовном судопроизводстве, а ежегодная подача требуемых данных о всех ложах к властям прекратилась.

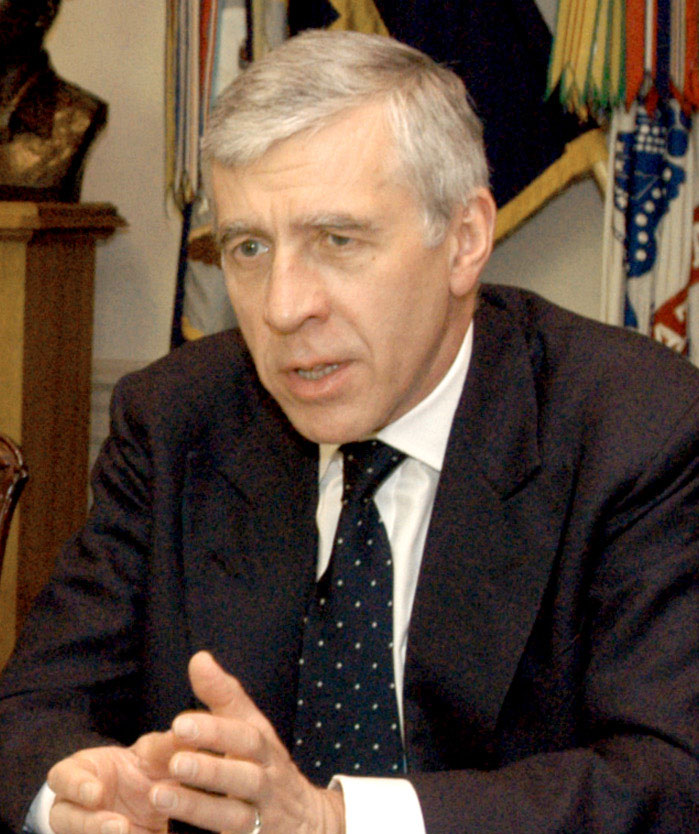
Джек Стро

С 1997 года несколько членов британского правительства попытались принять законы требующие открытия от масонов их членства в ложах. Этот закон касался сотрудников полиции или судебной системы. Потребовалось это для того, что-бы публично объявить имена членов лож правительству на фоне обвинений масонов осуществляющих взаимное продвижение и лоббирование. Инициирована эта компания была Джеком Стро — министром внутренних дел с 1997 до 2001 годы.
В 1999 году Национальная ассамблея Уэльса стала единственным органом в Соединенном Королевстве, которая потребовала от своих членов разместить информацию о членстве в масонских организациях. В настоящее время существующая система для сотрудников полиции и судебной системы в Англии, просит добровольно признаться, что они являются масонами. Тем не менее, все успешные кандидаты для работы в судебной системе, впервые занимающие те или иные должности должны заявить о своем масонстве статусе перед назначением. С другой стороны, новые сотрудники полиции не обязаны заявлять о своём членстве в масонских ложах.
В 2004 году Родри Морган, первый министр валлийской ассамблеи, блокировал назначение Джерарда Элиаса на должность главного юрисконсульта из-за информации о его членстве в масонстве. Хотя реальной причиной было то, что на этой должности Морган хотел видеть своего соратника Малкольма Бишопа.

## В Исламском мире
После осуждения масонства Климентом XII в 1738 году, Султан Махмут I последовал его примеру, и запретил масонские организации, приравняв их к атеизму в Османской империи, и в исламском мире. Оппозиция масонству в исламском мире была усилена из-за антиклерикальной и атеистической позиции Великого востока Франции.
15 июля 1978 года Исламский юрисдикционный колледж, один из самых влиятельных, который интерпретируют нормы шариата и исламский закон, вынес заключение, что считает масонство «опасным» и «подпольным».
Масонство является незаконным во всех арабских странах, кроме Ливана и Марокко.

## В Ираке
После Первой мировой войны, когда Ирак находился под британским мандатом, в нём насчитывалось несколько лож. Все изменилось после революции 14 июля 1958 года, с отменой Хашимитской монархии и объявления Ирака республикой. Хартии, разрешающие работу лож были отменены, а позже, законом были запрещены любые масонские собрания. Эта позиция была позднее усилена при Саддаме Хусейне в виде смертной казни для тех, кто продвигает или приветствует сионистские принципы, в том числе масонство, или которые связывают себя с сионистскими организациями.

## В США

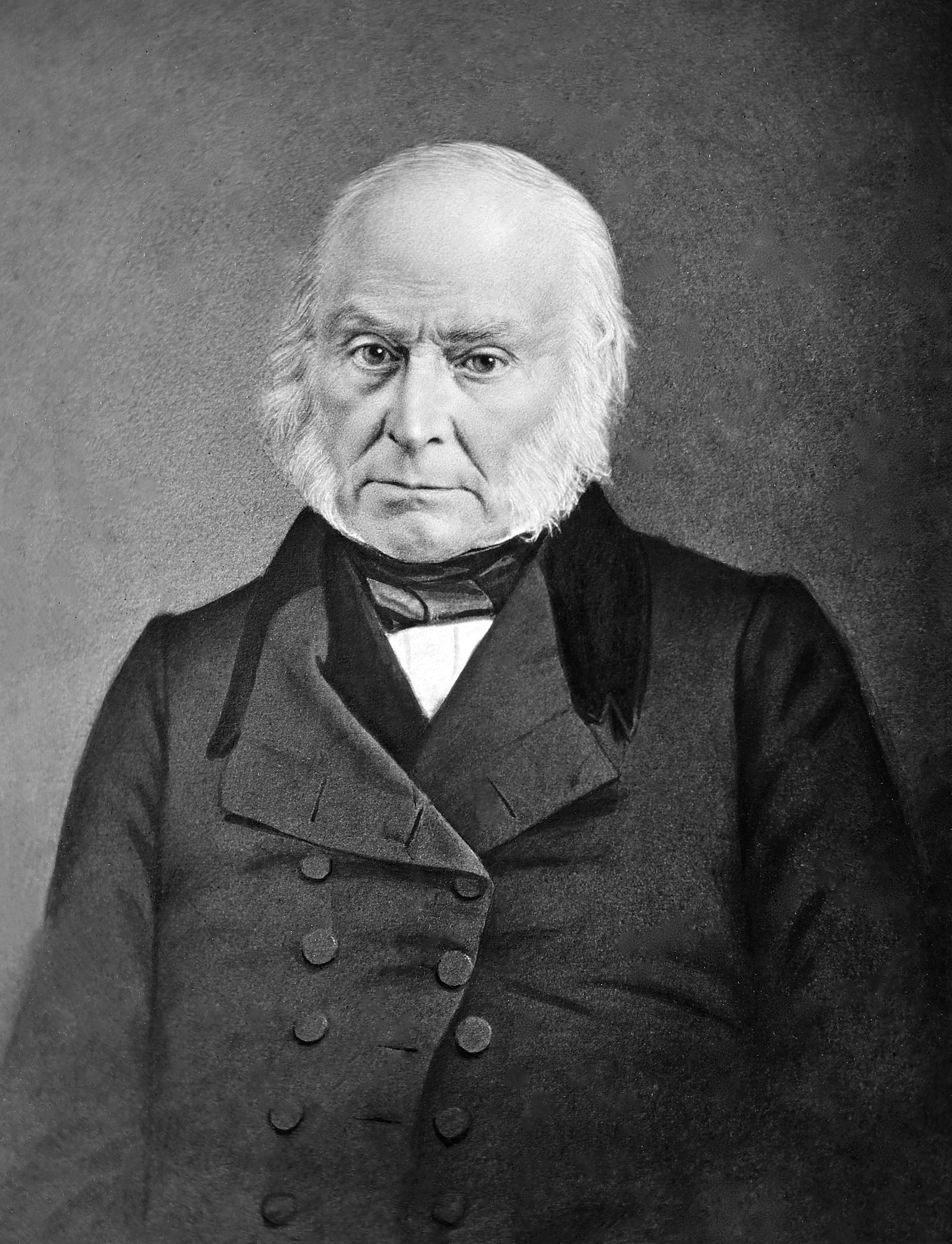
Джон Куинси Адамс

После исчезновения в 1826 году Уильяма Моргана, который якобы был похищен масонами, и после разоблачительных публикаций, что он по-видимому ими был убит, дело Моргана привело к увеличению подозрений масонства и формированию Антимасонской партии. Уильям А. Палмер из Вермонта и Джозеф Ритнер из Пенсильвании были избраны губернаторами своих штатов на антимасонских платформах.
Джон Куинси Адамс, президент Соединенных Штатов во время дела Моргана, позже заявил, что возражает против клятв, в частности, против слов о наказаниях в нарушении присяги: Масонство должно навсегда упразднить неправильное по существу семя зла, которое никогда не может произвести никакой пользы.
Хотя несколько штатов приняли законы направленные на ограничение масонства и регулирующих и ограничивающих его, но против этого были поданы иски в суды, которые привели к отмене или изменению этих законов. Антимасонский закон был принят в штате Вермонт в 1833 году, в том числе положения, по которым взятые на себя ненужные клятвы считались преступлением. В штате Нью-Йорк приняли закон регулирующий деятельность таких организаций.

## В Азии
В 1938 году японский представитель в «Welt-Dienst / World-Service», заявил от имени Японии, что иудео-масонство вынуждает китайцев превратить Китай в острие атаки для нападения на Японию, и таким образом, заставляет Японию защитить себя от этой угрозы. Япония находится в состоянии войны не с Китаем, а с масонством (Tiandihui), в лице генерала Чан Кай-ши, преемником своего хозяина, масона Сунь Ятсена.